# John Foster (filosofo)
John Andrew Foster (Londra, 5 maggio 1941 – Londra, 12 marzo 2009) è stato un filosofo e metafisico britannico e Tutor Fellow del Brasenose College, Oxford, dal 1966 al 2005, e poi Emeritus Fellow fino alla sua morte nel 2009. È autore di diversi libri, tra cui The Case for Idealism (1982) e A World for Us: The Case for Phenomenalistic Idealism (2008). Il suo A.J. Ayer (1985) è stato descritto da Anthony Quinton come "l'unica monografia seria" sulla filosofia di Ayer".

## Biografia
Foster nacque nel North London il 5 maggio 1941 ed crebbe a Southgate. Studiò alla Mercers' School, ma dovette trasferirsi alla City of London School per ottenere il diploma, dopo la chiusura di Mercers', su cui scrisse una lettera al Times in segno di protesta. Iniziò a studiare lettere classiche al Lincoln College di Oxford, ma passò a psicologia, filosofia e fisiologia dopo aver scoperto un'avversione per lo studio della storia antica. Foster rimase un altro anno alla Lincoln, dopo aver ottenuto il massimo dei voti nel 1964 e iniziò un Dottorato di ricerca. Il sostegno del suo supervisore di dottorato, A.J. Ayer assicurò l'elezione di Foster a una Stone-Platt Junior Research Fellowship presso il New College nel 1965 e, un anno dopo, alla sua tutor Fellowship al Brasenose College. Mantenne questa posizione fino a quando la cattiva salute non lo costrinse alla fine al pensionamento anticipato, come "Mr" nel 2005. Come osserva Peter JN Sinclair, la maggior parte dei tutor di Brasenose Arts della generazione di Foster, non ha mai completato una tesi di dottorato.
Foster era un devoto cristiano e uno schietto sostenitore della vita. Foster incontrò la futura moglie Helen nel 1963 e i due si sono sposati a Royal Tunbridge Wells nel 1967. Aderì alla Chiesa d'Inghilterra. Nel 1989 sia John che Helen si convertirono dall'anglicanesimo al cattolicesimo romano.
Foster è morto il 1 gennaio 2009.

## Lavoro filosofico
Nel 2008 presentò una tesi chiamata idealismo fenomenalista, che combina fenomenismo e idealismo.

## Opere

### Libri realizzati
- (1982) The Case for Idealism. Routledge & Kegan Paul, London. ISBN 0-7100-9019-6.[5]
- (1985) A. J. Ayer. Routledge & Kegan Paul, Boston. ISBN 0415203899.[6]
- (1991) The Immaterial Self: A Defence of the Cartesian Dualist Conception of Mind. Routledge, New York.  ISBN 9780415156332.[7]
- (2000) The Nature of Perception. Oxford University Press, Oxford. ISBN 978-0198237693.[8]
- (2004) The Divine Lawmaker: Lectures on Induction, Laws of Nature, and the Existence of God. Oxford University Press, Oxford. ISBN 978-0199250592.[9]
- (2008) A World for Us: The Case for Phenomenalistic Idealism. Oxford University Press, Oxford. ISBN 0-19-929713-4

### Articoli/capitoli selezionati
- (1976) "Meaning and Truth Theory" in: Gareth Evans, John McDowell (eds.) Truth and Meaning: Essays in Semantics Oxford. 1976. ISBN 9780198250074